# Таскарасу
Таскарасу́ (каз. Тасқарасу) — село у складі Уйгурського району Алматинської області Казахстану. Адміністративний центр та єдиний населений пункт Таскарасуського сільського округу.
У радянські часи село називалось Ташкарасу.
Населення — 2981 особа (2021; 2820 у 2009, 3114 у 1999, 2741 у 1989).